# アンデッドガール・マーダーファルス
『アンデッドガール・マーダーファルス』は、青崎有吾による日本の小説。カバーイラストは大暮維人。略称は「アンファル」。講談社タイガ（講談社）より2015年12月から刊行されている。

## あらすじ
明治30年、半人半鬼の青年真打津軽は見世物小屋に雇われ、怪物殺しの見世物を行っていた。津軽の前に鳥籠に入った生首の輪堂鴉夜と従者の馳井静句が現れる。不死の鴉夜は何者かに首から下を奪われていた。犯人は津軽を半人半鬼にした外国人と同一らしいと言う。
3人は「怪物専門の探偵」を名乗る“鳥籠使い”としてヨーロッパに渡り、吸血鬼、人狼など怪物がらみの事件を解決しながら、体を奪った真犯人を探す。

## 登場人物
※「声」の項はテレビアニメ版の声優。

### “鳥籠使い”一行
鴉夜とその仲間たちからなる一行。目的は鴉夜の身体を取り戻すこと。
輪堂 鴉夜（りんどう あや）
声 - 黒沢ともよ
主人公で通称怪物専門の探偵。紫水晶のような大きな瞳と長い黒髪を持つ、幼さを残しながらも妖艶な絶世の美少女。この世に一人しかいないとされる「不死」と呼ばれる怪物で、実年齢は962歳（肉体年齢は14歳3ヵ月）。
馳井一族のもとで隠遁生活を送っていたが、物語から1年ほど前に教授の襲撃を受けた際にジャックの半人半鬼の力で首を刎ねられ、死にはしなかったものの胴体を再生できず生首だけの姿になる。元は鬼の力を持つ津軽に殺してもらおうと考えていたが、肉体を取り戻すための協力を取り付けたことで、教授の本拠地であろうヨーロッパへと向かうことになる。
生首なので自力では身動きが取れず、普段は鳥籠の中で持ち運ばれる。極めて論理的な思考を持ち、長生きのためかなり博識。死なないという特性と体（頭）の小ささを利用して常人では潜めない場所で長時間待機し続けられる。少々食い意地が張っているが、胃がないせいで食事を取ると「大変なことになる」ためなかなかものを食べられない。
真打 津軽（しんうち つがる）
声 - 八代拓
“鳥籠使い”を名乗る半人半鬼の青年。20代前半。髪と瞳は青く、四肢に近い動脈と左の顔面には青い刺青のような線が浮き上がっているため、つぎはぎだらけのコートや手袋で隠している。一人称は「あたくし」。
明治維新後の日本で行われていた「怪奇一掃」のために集められた部隊、明治政府農商務省山林局怪奇一掃特設隊第6班、通称“鬼殺し”6番隊の一員だったが、教授に捕らえられて〈鬼〉の力を植え付けるという人体実験を受けた結果、半人半鬼となってしまう。実験後、隙を突いて施設から脱走を果たし、見世物小屋で怪物達と殺し合いをしながら生活をしていたとき、鴉夜から勧誘を受け、彼女の助手としてヨーロッパへと向かうことになる。
お調子者で性格は非常に軽く、噺家のような軽妙な台詞回しで笑えない冗談やつまらない小噺を連発しては鴉夜に窘められる。見世物小屋で暮らしていたのは自分が鬼に呑まれた際には死ぬ前に高みの見物を決め込んでいる悪趣味な観客や座長を皆殺しに出来るという理由からであり、鴉夜からは思考が人外だと評されている。また、自分自身が怪物に侵食されつつあることから、人間と怪物との共存には否定的。
日常的に怪物達と殺し合ってきたことから戦闘能力は非常に高く、その力は「怪物の王」と謡われる吸血鬼をも上回る。《鬼殺し》時代に隊長の荒屋苦楽から学んだ、怪物の口内から喉奥まで拳を突き込むことで脱力させ、水月を寸勁で蹴り一撃で倒すという技〈酔月（すいげつ）〉を使う。助手だけに推理力はいまいちだが、物覚えはかなりいい方で、半年で10カ国語を習得している。鬼の侵食を食い止めるため、定期的に不死である鴉夜の唾液を摂取して免疫を高めている。
馳井 静句（はせい しずく）
声 - 小市眞琴
鴉夜に仕えるクールなメイド。黒髪をボブカットにした美女。馳井一族最後の生き残り。
長年一族にかけられていた冤罪を晴らしてくれた恩義から、元和時代以来鴉夜に代々仕えている家系で、鴉夜に対する忠誠心は非常に厚い。そのため助手でありながら鴉夜に対して生意気な軽口を叩く津軽に対しては、鴉夜と自分の間に割って入ってきた邪魔者と見做している節があり、折に触れて死んで欲しいと言う・「最低クズの似非噺家野郎」呼ばわりするなど、辛辣な言葉で冷たくつれない態度を取る。
戦闘能力も高く、媚毒を打たれるまでは悪名高い吸血鬼のカーミラを圧倒するほどの実力者。銀板を溶接したスペンサー騎兵銃に、銃身と同じ長さの日本刀を搭載した特殊な武装『絶景（たちかげ）』を得物とする。構えごとの特異な動きで敵を翻弄し、隙を作り、銃撃に繋げるのが基本戦術で、小刻みな突きの連打を放つ“松島”や切っ先を大きな8の字軌道で振り回す“厳島”といった型を操る。

### フランス
アニー・ケルベル
声 - 鈴代紗弓
パリの新聞〈エポック〉紙の特派員。赤毛でそばかす顔の小柄な少女。14歳。”鳥籠使い”一行とは知己の仲で、しばしば彼らの行く先に取材のために現れる。曲者だらけの本作の中で数少ない常識的な性格の人物。
ジャン・ドゥーシュ・ゴダール
声 - 木下浩之
齢180を超える吸血鬼。「人類親和派」の筆頭として知られる。ブルゴーニュ地方の出身で、ジーヴルの名士。ジーヴル東部の深い森林地帯に建つ“波打つ狂気の城”ヴァーグ・ド・フォリ城に住む。
100年以上前に吸血鬼同士の抗争で父を失いオーストリアに逃れるも、その際吸血鬼ハンターによって母と妹を喪う。その地で結婚したが、50年ほど前のカーミラとの抗争で再び一族全員を喪いフランスへ帰国、故郷の山奥で出会ったハンナとの結婚がきっかけで人類親和派に転じ、郷土の発展に寄与している。
しかし、慈善事業で貢献したにも関わらず、妻が殺されたのにも怪物事件に関わりたがらない警察の捜査に不満を持ち、代わりに私立探偵を頼ることを考え、妻を殺害した犯人探しを鴉夜一行に依頼する。
ハンナ・ゴダール
ジャンの妻。元は人間で、名家の娘として独自に法律の勉強をしていた。趣味はアンティークの修繕。
1898年11月4日の真夜中、就寝中に殺害される。遺体発見時の状況から銀の杭で胸を貫かれ、聖水を浴びせられたと考えられていた。事実は聖水を凍らせた杭で殺され、杭が溶けたために聖水を浴びたように見えていた。
クロード・ゴダール
声 - 野島裕史
ゴダール夫妻の長男。
ラウール・ゴダール
声 - 千葉翔也
ゴダール夫妻の次男。吸血鬼としてのプライドが非常に高いがラウールに一人で外出を許されないなど半人前に扱われている。事件の真犯人。内心で人間を劣等種と見下している。親和派として人間に取り入ろうとする家族全員を厭っている。父の目を覚ます目的で母を殺したが、結局目を覚ますことは無く、こうなったら全て皆殺しにしようと考えていた。鴉夜に真相を暴かれ、津軽によって倒された。
シャルロッテ・ゴダール
声 - 土師亜文
ゴダール夫妻の末娘。
アルフレッド
声 - 西澤遼
ゴダール卿に20年仕える執事。人間。
ジゼル
声 - 深田愛衣
ゴダール邸のメイド。人間で、4年前から働いている。
アルセーヌ・ルパン
声 - 宮野真守
主に美術品や宝石を狙うフランスの怪盗。本拠地は「空洞の針（エギュイ・クルーズ）」。”怪盗紳士”を自称している通り殺しを嫌い、卓越した変装技術と演技力で盗みを鮮やかに成功させることからホームズは「犯罪のレオナルド・ダ・ヴィンチ」と評している。素顔は金髪の美青年。20代半ば。
あくまでその力は人間の範疇でしかないが、非常に器用であり、無数のビー玉を武器に一度は半人半鬼の津軽をも圧倒した。
〈最後から二番目の夜〉争奪戦後はドイツに向かい、ミュンヘンで犯行予告を行う。そして自分の財布をすったノラに興味を抱く。
ファントム
声 - 下野紘
通称”オペラ座の怪人（ファントム・オブ・ジ・オペラ）”。本名はエリック（本人は本名で呼ばれることを嫌がっている）。ペルシャ出身の36歳。生まれついての白髪とただれた右顔面のせいで迫害され、20年間オペラ座で生活していた。
主演の歌姫からルビーを奪ったルパンを追跡するも敗北して「盗まれ」、彼の太陽のような魅力に惹かれてそのまま部下となった。ただし、本当に危ない場面では上司でも容赦なく見捨てて逃げる。
たぐいまれなるテノール歌手であり、空気と反射物を利用して音を自在に操る技術を会得している。またロープの扱いも巧み。
ガニマール警部
声 - 楠大典
ルパンを追う警部。ルパンが狙っている“オペラ座で最も価値のあるもの”をルビーだと勘違いしルパンを追うも、彼の狙いがファントムであることを知り面食らう。

### ベルギー
グリ警部
ベルギー警察の警部。「灰色（グリ）」は部下達が口癖の「灰色の脳細胞」をからかって付けたあだ名。左右対称の見事な黒髭が特徴的な、五十路間近の恰幅のいい小男。
鴉夜をして「なかなかの切れ者」と評する名刑事。
ボリス・クライヴ
人造人間を産み出そうとした変わり者の研究者。天涯孤独。研究者というよりは山男といった風貌の大柄な男。頭部を切断された状態で発見される。
死後の警察による調査から、かつてフランケンシュタイン姓を名乗っていたことが明らかになっており、フランケンシュタイン博士が生み出した人造人間の子孫ではないかという疑惑が持ち上がっているが、真相は不明である。
リナ・ランチェスター
ボリス博士の助手。若くして才能に恵まれた美女。自分たちが生み出した人造人間に対して内心では恐怖心を持っていたが、人造人間からはそのことを見抜かれていた。
ヴァン・スローン
流れ者。ボリスの指示で墓荒らしなどを行っていた。

### イギリス
シャーロック・ホームズ
声 - 三木眞一郎
世界最高の探偵。癖毛をなでつけた痩せ形で背の高い40代の男。ベイカー街221Bに住む。
拳闘の使い手で柔道も得意。特技はまるで未来を書き換えているかのようにその場を支配する〈場律（バリツ）〉だが、年齢的な問題もあって消耗が大きい模様。元コカイン中毒者だが、夜中にバイオリンも弾かなければ壁に銃を撃ち込んだりもしない。シドニー・パジェットの挿絵のせいで普段から鹿打ち帽と袖無しコートを着ていると勘違いされることに文句を付けている。
ジョン・H・ワトソン
声 - 相沢まさき
ホームズの助手で医師。温厚そうな顔立ちで口髭が特徴の40代男性。軍隊式格闘術の使い手。
レストレード
声 - 廣田行生
スコットランドヤードの警部。ホームズ達の知人。今年結婚30周年を迎えた。
マイクロフト・ホームズ
シャーロックの兄。推理力は弟以上。
フィリアス・フォッグ
声 - 手塚秀彰
1872年、40歳で八十日間世界一周を成し遂げた男。通称”鉄人”。旅行のおかげで巨万の富を得、ストランド街で世界一周をテーマとした博物館を開く。
自身が保有する80カラットの人工ブラックダイヤ〈最後から二番目の夜（ペナルティメット・ナイト）〉をルパンが狙ったため、警備をホームズと鴉夜に依頼する。
パスパルトゥー
声 - 宇垣秀成
フォッグの執事で、彼と共に世界を旅した。

### ドイツ

#### ホイレンドルフ
ホルガー
ドイツ南端、ヴィンターガング山の奥地にある人口100人にも満たないホイレンドルフ村の村長。85歳の老人で、寝たきり。1年ほど前に孫娘のナディアが人狼に殺されている。
ブルーノ
村長の息子で村の助役。ひげの濃い仏頂面の男。
グスタフ
ホイレンドルフで曽祖父の代から猟師をしている男。1年ほど前、人狼による連続殺人が始まる少し前に単発の散弾銃と銃弾を物置小屋から盗まれている。
ルイーゼ
声 - 永瀬アンナ
グスタフの娘。12歳。生まれつき足が悪くて歩くことができず、体も弱く部屋にこもって生活している。体が不自由なせいで村中で持て余され、4歳の時、祭りの前日に口減らしで両親から北の森に置き去りにされたが、ユッテに助けられる。しかし自分が役に立つことを示すためにユッテが村に隠れ住んでいた人狼だと告発し、このことで村の希望の象徴として祀りあげられるようになる。後に全身を噛み千切られた状態の姿で発見される。
　実は1年前に生存していたユッテ(ノラ)に誘拐された際に自身の過去の所業や両親や村人への自身に対する態度への見切りからユッテの復讐に協力しており、自身の死に対しても了承の上だった。
ハイネマン
ホイレンドルフで唯一の村医者。眼鏡をかけた初老の男。元々は村の出身ではなく、医者がいなくて困っている村があると聞いて20年ほど前に移住した。余所者だが、村民からの信頼は厚い。
クヌート
ホイレンドルフで技師をしている40代半ばほどの男。独身。15年ほど前に水車小屋を建てに来たのがきっかけで、村に定住した。現在は水車の管理を中心に、家具の修理や罠の設計などを手がけている。
アルマ
声 - 生天目仁美
5年ほど前からホイレンドルフの村はずれに定住して絵描きをしている20代後半の女性。小さい頃に両親に捨てられて身寄りがなく、周囲には画家の家系であると嘘をついている。変化し続ける子供の絵を描くのが好き。当初は連続殺人の犯人である人狼の正体だと考えられていたが、後に隠し通路で遺体で発見される。
ローザ
声 - 長尾明希
ホイレンドルフに現れた人狼の女性。妊娠中に狼の棲家から逃れてきたところをクヌートに保護され、ホイレンドルフに定住するうちに娘・ユッテを産む。
8年前にルイーゼによってユッテの正体が明かされた事で人狼だとバレてしまい、村民から私刑を受けて追い詰められた末に、娘共々焼き殺された。

#### 狼の棲家（ヴォルフィンヘーレ）
レギ婆
声 - 定岡小百合
バイエルンの山奥、〈牙の森（ファングツェーネヴァルト）〉と呼ばれているヴォルフィンヘーレの長老。村の中では絶大な権力を持ち、逃げ出そうとする者には私刑をおこなっていた。
ノラ
声 - 内田真礼
蜂蜜色の髪と緑色の瞳を持つ12、3歳の少女。細く小柄な体つきだが、冷静で大人びた印象ながらも何処か憂いを帯びている。4歳の時にヴォルフィンヘーレ村にやって来た。
　その正体は密かに生存していたユッテであり、過去に母を死に追いやり、母を否定した双方の村に復讐するために一連事件を起こしたが、最終的に鴉夜に事件を暴かれ一度は逃走するも津軽に捕獲されるが、その境遇を不憫に思い、殺人の動機を見抜けなかったことを理由に鴉夜に見逃され、村を立ち去った。
カーヤ
声 - 中野さいま
黒髪のしとやかな女性。ボルドー地方の人間の村の生まれだが、正体がばれて10歳の頃にヴォルフィンヘーレに行き着いた。
ヴェラ
声 - 花守ゆみり
赤銅色の髪の14、5歳の少女。川に転落した静駒をノラやカーラと共に匿い、人狼村で戦闘が起きた際には鴉夜の元を離れた津軽に代わり、彼女の臨時助手を拝命する。
ギュンター
声 - 大泊貴揮
ヴォルフィンヘーレの自警団〈赤いかぎ爪（ブルートクラレ）〉のリーダー。短く刈った白髪に薄い眉、上半身の刺青が特徴の男。《ロイズ》や《夜宴》、ホイレンドルフの村民による襲撃に際し、部下を率いて対処にあたる。

### 《ロイズ》
オックス・セブンリーグ
《ロイズ》諮問警備部第1エージェント、兼部長。40代、中肉中背、グレーの横分けの髪にやや面長の顔という、どこにでもいそうな英国人。怪物と戦う強い動機もなく、日常のオフィスワークに等しい感覚で怪物駆除を行う。〈五冷血〉の1体、フランシス・ヴァーニーを討伐した。
アリス・ラピッドショット
声 - 朝井彩加
《ロイズ》諮問警備部第3エージェント。見事なブロンドヘアにつば反り帽をかぶった16、7歳くらいの少女。可憐な顔立ちをしているが、目つきはマフィアのように鋭く、「クソ」を連発する粗暴な口調。射撃の名人で、愛銃はアメリカ製のコルト・サンダラー。〈早撃ち（ラピッドショット）〉の異名を持っていた西部の伝説的なガンマンの父親が羚羊鬼（デルゲット）の生き残りに食い殺され、その復讐のために《ロイズ》に入社した。
カイル・チェーンテイル
声 - 野沢聡
《ロイズ》諮問警備部第4エージェント。肩幅の広い禿頭の黒人で、野太い声だがなよっとした口調。美しさ至上主義で、醜い怪物を嫌う。人体と物理を知り尽くした関節破壊のエキスパートで、鎖の尻尾の異名の通りに4本の鎖を操り、運動エネルギーを完璧に分散させることで怪物の腕力を封じる。
レイノルド・スティングハート
声 - 神尾晋一郎
《ロイズ》諮問警備部第5エージェント。色素の薄い北欧系の端整な顔立ちをした、20代前半の神経質そうな男。潔癖症で、怪物を蛇蝎のごとく嫌う。
〈心臓一突き（スティングハート）〉の二つ名の通りサーベルの達人で、未成年の吸血鬼程度なら一ひねりできるほどの実力者。また太極拳に似た武術にも精通しているらしく、素手でも突きの威力は衰えない。
〈最後から二番目の夜〉防衛でルパンたちと交戦するために派遣される。
ファティマ・ダブルダーツ
声 - 松本沙羅
《ロイズ》諮問警備部第7エージェント。アラブ系の褐色肌で背が低く気弱そうな女性。苦労人。
両腕に装備した金属矢を8連射できる特注の洋弓銃（クロスボウ）を操って戦う。最大の武器は研ぎ澄まされた聴覚で、狙撃に銃ではなく弓を使うのも耳を阻害しないため。
〈最後から二番目の夜〉防衛任務で派遣され、ファントムとの交戦では相性の悪さで苦戦する。その後、宝石争奪戦に乱入した切り裂きジャックを迎撃しようとするも、上半身を六股に切り裂かれて殺害された。
イヴ・ジェンキンス
《ロイズ》諮問警備部部長秘書。

### 《夜宴（バンケット）》
本作の敵組織。あらゆる犯罪を起こしており、“鳥籠使い”一行とは敵対関係にある。
ジェームズ・モリアーティ
声 - 横島亘
《夜宴》のボス。爬虫類のような落ちくぼんだ目が特徴的な老人。かつていくつもの知的犯罪を立案しロンドンの暗黒面を牛耳った「犯罪のナポレオン」。元数学教授であり、”教授”を自称している。津軽を半人半鬼に変えた張本人。
1891年にライヘンバッハでホームズに敗北、滝壺に転落し右足を失うも生還する。その後はアジアに向かい清国で潜伏していたが、自分を訪ねてきたジャックとの出会いがきっかけと成り新たな犯罪結社《夜宴》を結成した。
切り裂きジャック
声 - 斉藤壮馬
1888年のイーストエンドにて、15歳で完全犯罪を成し遂げた殺人鬼。半人半鬼と化しており、髪の色は赤く染まっている。メンバー最年少。
モリアーティの人体移植に関する論文を読み、清国で隠遁していた彼の元を尋ね自分自身の肉体に怪物の力を移植するよう依頼した。日本を訪れた際に鬼の力を取り込み鴉夜の首を切断、奪った不死の肉体から力を得て免疫力を高め、さらに吸血鬼の再生能力と鋭敏な五感も手に入れている。最大の武器は両の手刀で、その威力・速さ・鋭さは人体を鋭利な刃物のように容易く斬り裂く。身体能力では同じ半人半鬼である津軽をも凌駕し、「殺人の年季が違う」とまで言われており、さらに頭脳も明晰。
カーミラ
声 - 近藤玲奈
330歳を超える女吸血鬼でメンバーの紅一点。仕込み刀付きの日傘をさす美しい令嬢。普段は俗っぽいが、吸血鬼らしくプライドは人一倍高い。
《夜宴》のメンバーとなる50年ほど前に、ゴダール卿の一族を殲滅。以降の足取りが途絶えていた。
〈五冷血〉の一角“情血”として吸血鬼の間では有名な存在であり、同族の仲では5本の指に入る実力者。同性愛者で、体液に含まれる媚毒で女を虜にしてから吸血するという趣味がある。
アレイスター・クロウリー
声 - 杉田智和
自称・「魔術と数秘術の研究家」。ロンドン中のカルト教団を追い出され、警察から指名手配を受けている青年。最近までは〈黄金の夜明け団〉のメンバーだった。通称“ロンドン一邪悪な男”。
ヴィクター
声 - 山本格
ボリス達の手で生み出された人造人間。フランケンシュタイン博士の手記を元に優れた部位をつなぎ合わせて作られているため、半人半鬼以上の身体能力を持ち、痛みを感じない。四肢の損傷程度は意にも介さず戦い続けるが、首を折られた場合などに生きていられるかは不明。
誕生時は幼児並みの知能しかなかったが、わずかな時間で急激に知性を成長させる。しかし自分が処分される可能性があることを知ってしまい、自身の存在意義に思い悩み暴走する。
フー・マンチュー
紳士スタイルの衣服に身を包んだ中国人の男。教授からの指示で建国のための土地を探している。

### その他
ドラキュラ
〈五冷血〉の一角で、“蒼血”の異名を持つ吸血鬼。不死に近い超高速の肉体再生を誇り、策略家として名高い。だが、前年にヴァン・ヘルシングとその協力者によって討伐された。
フランシス・ヴァーニー
〈五冷血〉の一角で、“狂血”の異名を持つ吸血鬼。ヴァーニーに噛まれた対象は傷口から侵入した細菌によって屍徒（ゾンビ）となり、思考力のすべてを奪われて彼の操り人形になる。
周囲に人がいる限り無限に兵を増やせるという厄介さから、人類側は400年間頭を悩ませていたが、故ドラキュラから拝借した〈デメテル号〉でフロリダ沖をクルージングしていた際に、《ロイズ》のオックスにより800人のゾンビ諸共討伐される。

## 用語
怪物一掃
産業革命以降、ヨーロッパで起きた怪物を一掃しようとする運動。これにより元々希少だった種は絶滅しているが、フランスなどでは人間を捕食しないという誓約を交わした「親和派」と呼ばれる怪物にのみ人権を与えている。また、日本でも明治維新後に同様の『怪奇一掃』が実行され多くの妖怪が絶滅した。
吸血鬼
強靱な肉体と鋭敏な五感を併せ持ち、人や動物の生き血を糧とする『怪物の王』。些細な傷なら出血すらほとんどなく治癒し、腕を切り落とされても2日あれば元通り生えてくるという優れた再生能力を持つ。ただし直射日光、純銀、聖水といった弱点で負った傷は軽微な物でも治るまでかなりの時間を要する。再生能力が残存し弱点が反応するのは生きている間だけで、死亡してしばらくたった遺体は人間のものと変わらない。平均寿命は400年ほどで、500年も生きれば長生きとされ、成人後はほとんど老化しない。
また自らの血を人間に与えることにより、その者を吸血鬼とする能力を持つ。噛まれた者が吸血鬼になるというのは基本的に迷信で、通常ならただ血を吸われるだけで済む。
吸血鬼の中でも、固有の特殊能力を備え圧倒的強さで君臨する、とりわけ長命な最古参の貴族たち5体を〈五冷血〉と呼ぶ。
不死
その名の通り不死身の肉体を持った怪物。吸血鬼以上の再生能力を持ち、切断された首を崖下へと投げ捨てられた時には着地する前に肉体が元通りになったという。寿命も存在せず不死となった瞬間から一切歳も取らない。
実は後天的・人為的に産み出された種族であり、肉体の一部を取り込んでも不死とはならないが、その代わりに免疫機構が強化される。怪物界における最強の盾であるが、絶対上位の攻撃力を持つ鬼によって受けた傷は再生できず死んでしまう。作中では、存在しているのは輪堂鴉夜ただ1人であり、彼女が「超のつく変態」から施された改造手術はモリアーティをもってしてもまるで解明できない物だった。
鬼
日本において地獄の使者とされる種族で、欧州では悪魔（ディアブル）や悪鬼（オーガ）と呼ばれる存在。身体能力では怪物の王たる吸血鬼と比べても互角以上。「全ての怪物に対して絶対上位の攻撃力を持つ」と言う細胞の特性を有する怪物界における最強の矛であり、吸血鬼や不死の再生能力をも無視して相手を殺すことが出来る。ただし知能が獣並みなうえ、耐久力は人間と変わらず、体の色も目立つため、怪奇一掃の際にほとんど狩り尽くされてしまった。
鬼の細胞を植え付けられた人間は「半人半鬼」となり、怪物殺しの力を獲得するが、移植細胞の侵食を受け徐々に鬼に呑まれていくというリスクがある。また半人半鬼の特徴として髪や瞳の色が元となった鬼の体色へと変化し、動脈に添って刺青のような模様が現れる。
人狼（ワーウルフ）
人に化ける狼で、吸血鬼と並び称される“怪物の王”。すべてを追い抜く速度、全てを見透かす五感、すべてを弾く鋼の毛皮を持ち、邪悪で狡猾、獰猛で貪欲とされる。獣だと言われるが頭は良く、人語を介して潜伏も得意とする。隠れるのが上手いうえ吸血鬼のように人前に姿を現すこともないため”不可視”の異名を持つ種族。
生活に向いた人の姿、移動に向いた狼の姿、戦闘に向いた獣人の姿の3つの姿に自在に変わる。人の姿の時は普通の人間と同程度の筋力と耐久力しか持たないが、毛皮をまとうと身体能力が跳ね上がって、皮膚は銃弾を通さないほど硬質になり、加えて獣人の時は体の大きさが増して熊のような巨体になる。ただし、眼球や口内への攻撃、火で焼かれることには耐えられず、人間の姿の時に受けた傷や疾患は人狼に変身しても癒えない。
最大の武器は高度な交配や遺伝の知識で、群れ全体で「品種改良」を行うことで「進化」を遂げるという点で、100年足らずで銀も聖水も克服したとされる。こうして血筋を磨くことで、どんな人狼よりも速く、硬く、賢く、強い究極の人狼〈終着個体（キンズフューラー）〉を生み出すことが最終目標である。
ドワーフ
19世紀末の人類の技術レベルを遙かに超える技術を500年以上前から有していた種族。14世紀末に人狼に襲われ絶滅した。
《ロイズ》
イギリスに存在する保険機構。アニメ版では名称が「ロイス」となっている。
諮問警備部
大口顧客専用の、怪物の出現、災害の発生、クーデターの勃発などで保険をかけた私財が危機にさらされた場合にガードマンを派遣する特殊な部署。少数精鋭でメンバーは7名、ナンバーは国籍・年齢・性別関係なく実力順で全員が恐ろしく強い。元々はもっと穏やかな部署だったが、産業革命以降は狂信的な怪物排斥主義の集団となっており、人の理屈の通じない怪物というイレギュラーを「殺すこと」に目的がシフトしている。
〈場律（バリツ）〉
高野山に伝わる日本の古武術で、戦場掌握とも言うべき技。敵の動きと自分の動きと周囲の全部を把握、予測、計算して先手を取る。ただし、頭がよくないと使えない上に、対人間を想定した技術なので怪物には通用しない可能性がある。

## 既刊一覧
- 青崎有吾（著）・大暮維人（イラスト） 『アンデッドガール・マーダーファルス』 講談社〈講談社タイガ〉、既刊4巻（2023年7月14日現在）
  1. 2015年12月16日第1刷発行（12月17日発売[27]）、ISBN 978-4-06-294009-2
  2. 2016年10月18日第1刷発行（10月19日発売[28]）、ISBN 978-4-06-294030-6
  3. 2021年4月15日第1刷発行（同日発売[29]）、ISBN 978-4-06-522368-0
  4. 2023年7月14日第1刷発行（同日発売[30]）、ISBN 978-4-06-532520-9

## 漫画
友山ハルカによるコミカライズが連載された。『月刊少年シリウス』（講談社）にて2016年8月号から2017年7月号まで連載された後、『ネメシス』（同社）に移籍し、#34から#41まで連載。その後、『コミックDAYS』（同社）に移籍し、2018年8月9日から2025年2月27日まで連載された。4巻以降は電子書籍のみで刊行されている。

### 既刊一覧（漫画）
- 青崎有吾（原作）・友山ハルカ（作画） 『アンデッドガール・マーダーファルス』 講談社〈シリウスKC〉、全8巻
  1. 2016年10月20日発売[33]、ISBN 978-4-06-390655-4
  2. 2017年8月9日発売[34]、ISBN 978-4-06-390707-0
  3. 2018年6月8日発売[35]、ISBN 978-4-06-511670-8
  4. 2023年6月9日発売[36]
  5. 2023年7月7日発売[36]
  6. 2023年7月7日発売[36]
  7. 2023年7月7日発売[36]
  8. 2025年4月2日発売[36]

## テレビアニメ
2023年7月から9月までフジテレビの『+Ultra』枠ほかにて放送された。

### スタッフ
- 原作 - 青崎有吾[38]
- 監督 - 畠山守[38]
- シリーズ構成 - 高木登[38]
- キャラクター原案 - 岩本ゼロゴ[38]
- キャラクターデザイン・総作画監督 - 伊藤憲子[38]
- サブキャラクターデザイン・総作画監督 - 小園菜穂[38]
- プロップ設定 - 石川奨士
- 美術監督 - 関口輝[38]、佐藤理来[38]
- 美術設定 - 荒井和浩[38]
- 色彩設計 - 中村千穂[38]
- 3Dディレクター - 菅友彦[38]
- 撮影監督 - 塩川智幸[38]
- 編集 - 松原理恵[38]
- 音響監督 - 若林和弘[38]
- 音響効果 - 森川永子[38]
- 音楽 - yuma yamaguchi[38]
- 音楽制作 - フジパシフィックミュージック[38]
- チーフプロデューサー - 森彬俊[38]
- プロデューサー - 菅原花
- アニメーションプロデューサー - 渡部正和[38]
- アニメーション制作 - ラパントラック[38]
- 制作 - 鳥籠使い一行[38]（フジテレビジョン、クランチロール、NetEase Games、トーハン、電通、クロックワークス、ビーエスフジ）

### 主題歌
「Crack-Crack-Crackle」
CLASS:yによるオープニングテーマ。作詞はYu-ki KokuboとYHEL、作曲はNA.ZU.NAとEunsol(1008)とYu-ki Kokubo、編曲はNA.ZU.NAとEunsol(1008)。
「reversal」
Annaによるエンディングテーマ。作詞・作曲はAnna、編曲はナカヤマアキラ。

### 各話リスト
| 話数     | サブタイトル     | 脚本     | 絵コンテ   | 演出       | 作画監督 | 初放送日      |
| -------- | ---------------- | -------- | ---------- | ---------- | --- | ------------- |
| 第一話   | 鬼殺し           | 高木登   | 畠山守     | 小池裕樹   | 伊藤憲子 小園菜穂 高野やよい 迫江沙羅 | 2023年 7月6日 |
| 第二話   | 吸血鬼           | 高木登   | 畠山守     | 高野やよい | 黒灰祐誓 池津寿恵 鎌田均 | 7月13日       |
| 第三話   | 不死と鬼         | 高木登   | 川畑喬     | 佐沼ケン   | 久保山誠士 藤崎真吾 迫江沙羅 鎌田均 | 7月20日       |
| 第四話   | 真打登場         | 高木登   | 古賀五十六 | 石川奨士   | 藤崎真吾 池津寿恵 吉岡勝 黒灰祐誓 関口紫織 | 7月27日       |
| 第五話   | 倫敦の不死者     | 小中千昭 | 畠山守     | 木村佳嗣   | 河村明夫 鎌田均 池津寿恵 吉岡勝 関口紫織 | 8月3日        |
| 第六話   | 怪盗と探偵       | 小中千昭 | 小原正和   | 小原正和   | 阿部千秋 迫江沙羅 河村明夫 鈴木夕陽 吉岡勝 北村晋哉 柳瀬譲二 関口紫織 | 8月10日       |
| 第七話   | 混戦遊戯         | 小中千昭 | 畠山守     | 金子伸吾   | 阿部千秋 塚本歩 柳瀬譲二 迫江沙羅 池津寿恵 吉岡勝 河村明夫 鈴木夕陽 | 8月17日       |
| 第八話   | 夜宴             | 小中千昭 | 武内宣之   | 高野やよい | 阿部千秋 具志堅眞由 高橋道子 池津寿恵 河村明夫 関口紫織 高野やよい 小園菜穂 | 8月24日       |
| 第九話   | 人狼             | 高木登   | 寺東克己   | 石川奨士   | 阿部千秋 塚本歩 滝吾郎 池津寿恵 久松沙紀 柳瀬譲二 渡辺亜彩美 渡辺優奈 足立明日美 | 8月31日       |
| 第十話   | 霧の窪地         | 高木登   | 川畑喬     | 木村佳嗣   | 小園菜穂 中智あすか 迫江沙羅 河村明夫 吉岡勝 能條理行 高原修司 鈴木夕陽 柴田優 | 9月7日        |
| 第十一話 | 狼の棲家         | 高木登   | 三浦唯     | 平向智子   | 河村明夫 柳瀬譲二 鈴木夕陽 柴田優 塚本歩 池津寿恵 阿部千秋 滝吾郎 石川奨士 吉永剛 香田知樹 小園菜穂 葛歓 周婧 仲金 居朝刚 スタジオグラム                                                                                     | 9月14日       |
| 第十二話 | 流れの交わる場所 | 高木登   | 畠山守     | 高野やよい | 石川奨士 鈴木夕陽 柴田優 中智あすか 古保里祐子 赤津佳織 澄田まお 池津寿恵 阿部千秋 香田知樹 古徳真美 迫江沙羅 吉岡勝 河村明夫 高橋道子 柳瀬譲二 塚本歩 滝吾郎 久松沙紀 高野やよい                                            | 9月21日       |
| 第十三話 | 犯人の名前       | 高木登   | 畠山守     | 小池裕樹   | 能條理行 井口陽路 迫江沙羅 河村明夫 金甫旻 柴田優 中智あすか 高原修司 石川奨士 塚本歩 川上暢彦 鈴木夕陽 池津寿恵 滝吾郎 柳瀬譲二 香田知樹 冨樫彩奈 永井里奈 藤崎真吾 古徳真美 吉岡勝 渡辺亜彩美 佐々木睦美 近藤律子 桐山染利 | 9月28日       |

### 放送局
| 放送期間                | 放送時間                     | 放送局         | 対象地域   | 備考                                   |
| ----------------------- | ---------------------------- | -------------- | ---------- | -------------------------------------- |
| 2023年7月6日 - 9月28日  | 木曜 0:55 - 1:25（水曜深夜） | フジテレビ     | 関東広域圏 | 製作参加 / 『+Ultra』枠                |
|                         | 木曜 1:55 - 2:25（水曜深夜） | テレビ西日本   | 福岡県     |                                        |
| 2023年7月7日 - 9月29日  | 金曜 2:25 - 2:55（木曜深夜） | 関西テレビ     | 近畿広域圏 |                                        |
| 2023年7月9日 - 10月1日  | 日曜 1:45 - 2:15（土曜深夜） | 東海テレビ     | 中京広域圏 |                                        |
|                         | 日曜 23:00 - 23:30           | AT-X           | 日本全域   | CS放送 / 字幕放送 / リピート放送あり   |
| 2023年7月10日 - 10月2日 | 月曜 1:10 - 1:40（日曜深夜） | 北海道文化放送 | 北海道     |                                        |
| 2023年7月13日 - 10月5日 | 木曜 0:00 - 0:30（水曜深夜） | BSフジ         | 日本全域   | 製作参加 / BS放送 / 『アニメギルド』枠 |

| 配信開始日   | 配信時間        | 配信サイト | 備考         |
| ------------ | --------------- | --- | ------------ |
| 2023年7月6日 | 木曜 12:00 更新 | dアニメストア （本店・ニコニコ支店・for Prime Video） U-NEXT                                                                    | 先行配信     |
| 2023年7月9日 | 日曜 12:00 更新 | ABEMA Amazon Prime Video Disney+ DMM TV FOD J:COMオンデマンド milplus アニメ放題 ニコニコ動画 バンダイチャンネル Netflix        | 見放題配信   |
|              |                 | Amazon Prime Video Google Play HAPPY!動画 J:COMオンデマンド milplus music.jp ・ニコニコ動画 バンダイチャンネル ビデオマーケット | 都度課金配信 |

### BD / DVD
| 巻  | 発売日         | 収録話            | 規格品番  | 規格品番  |
| 巻  | 発売日         | 収録話            | BD        | DVD       |
| --- | -------------- | ----------------- | --------- | --------- |
| BOX | 2023年11月24日 | 第一話 - 第十三話 | KWXA-2964 | KWBA-2965 |

### デジタルファンブック
『アンデッドガール・マーダーファルス デジタルファンブック』が、トーハンから2023年9月20日から2024年9月19日の期間にメディアドゥが運営するNFTサービス「FanTop」のアプリにおいて数量限定で発売された。アニメの主要キャラクターのイラストが収録されており、種類はそれぞれ内容の異なる4冊に加えて全冊収録していて特典の付くコンプリートBOXの全5種。